# Сухоцвет
Сухоцвет, или Сухоцветник, или Ксерантемум (лат. Xeranthemum; от др.-греч. ξερός, xeros — сухой и ἄνθεμον, anthemon — цветок), — род травянистых растений семейства Астровые (Asteraceae), распространённый в Средиземноморье.

## Ботаническое описание
Однолетние, неколючие, беловатоопушённые травянистые растения. Листья очерёдные, цельные, узколанцетные, цельнокрайные.
Корзинки гетерогамные, многоцветковые, до 15—20 мм в диаметре, одиночные на верхушках стебля или концах ветвей. Цветки трубчатые, из которых краевые пестичные, очень немногочисленные, а остальные обоеполые. Обёртки бокаловидные или яйцевидные, 5—15 мм в диаметре; листочки плёнчатые, многорядные, черепитчатые, внутренние более длинные и окрашенные (розовые, коричнево-пурпурные или фиолетовые) или белые. Ложе корзинок плоское, густо усаженное жесткими, узкими, чешуевидными прицветниками. Венчики пестичных цветков с двугубым отгибом (губы мелкие, прямостоячие; наружная губа цельнокрайная или 3-зубчатая; внутренняя губа меньше, двураздельная); венчики обоеполых цветков правильные, с очень коротко 5-надрезным на верхушке отгибом, беловатые или розоватые. Нити тычинок свободные, голые; пыльники у основания стреловидные, с короткими бахромчатыми придатками. Семянки пестичных цветков абортированные; семянки обоеполых цветков продолговато-клиновидные, хохолок однорядный, из 5—15 остевидно заострённых щетинок.

## Виды
Род включает 4 вида:
- Xeranthemum annuum L. typus[1] — Сухоцвет однолетний
- Xeranthemum cylindraceum Sm. — Сухоцвет цилиндрический
- Xeranthemum inapertum (L.) Mill. — Сухоцвет закрытый
- Xeranthemum longepapposum Fisch. & C.A.Mey. — Сухоцвет длиннохохолковый